# Різницька вулиця
Різни́цька ву́лиця — вулиця в Печерському районі міста Києва, місцевість Печерськ. Пролягає від вулиці Князів Острозьких до вулиці Гусовського.

## Історія
Вулиця прокладена в 1-й третині XIX століття на місці Ніжинської вулиці (позначена на картосхемі 1803 року) та прилеглої до неї забудови. Від того часу має теперішню назву, що походить від занять її поселенців (різники) та від Різницького ряду, що існував на вулиці. До 80-х років XX століття існував також Різницький провулок, що пролягав від Різницької вулиці до вулиці Князів Острозьких в бік заводу «Арсенал» (ліквідований у зв'язку зі знесенням старої забудови).

## Пам'ятки історії та архітектури
Будинки №№ 9 та 9-А складають садибу початку XX століття у стилі модерн. Головний будинок зведений за проєктом Абрама Трахтенберга У 1909 році, флігель — у 1911 році.
Будинки № 11 та 11-А зведені на початку XX століття.
На розі вулиць Різницької та Князів Острозьких розташовувалася садиба, яка належала родині Ломтєвих. Перша згадка про неї сягає другої половини XVIII століття, коли прапорщик Я. Ломтєв збудував на тому місці одноповерховий будинок, який згорів у 1834 році та був відбудований у 1837 році за проєктом міського архітектора Людвіка Станзані. Наприкінці XIX століття у будинку розташовувався дитячий притулок імені Олександра II. У 1903 році поряд із будинком Ломтєвих за проєктом архітектора Олександра Кобєлєва було зведено триповерховий цегляний будинок у стилі модерн, в якому розмістилася жіноча гімназія Ольги Плетньової. У цій гімназії у 1906–1910 роках навчалася майбутня драматична актриса, народна артистка СРСР, Герой Соціалістичної Праці Алла Тарасова (1898–1973). 19 липня 1974 року тут було відкрито меморіальну дошку на честь Алли Тарасової (скульптор Галина Кальченко, архітектор Анатолій Ігнащенко), у 1981 році — кімнату-музей Алли Тарасової. Будинок зруйнований у серпні 2008 року в зв'язку з будівництвом бізнес-центру «Сенатор».

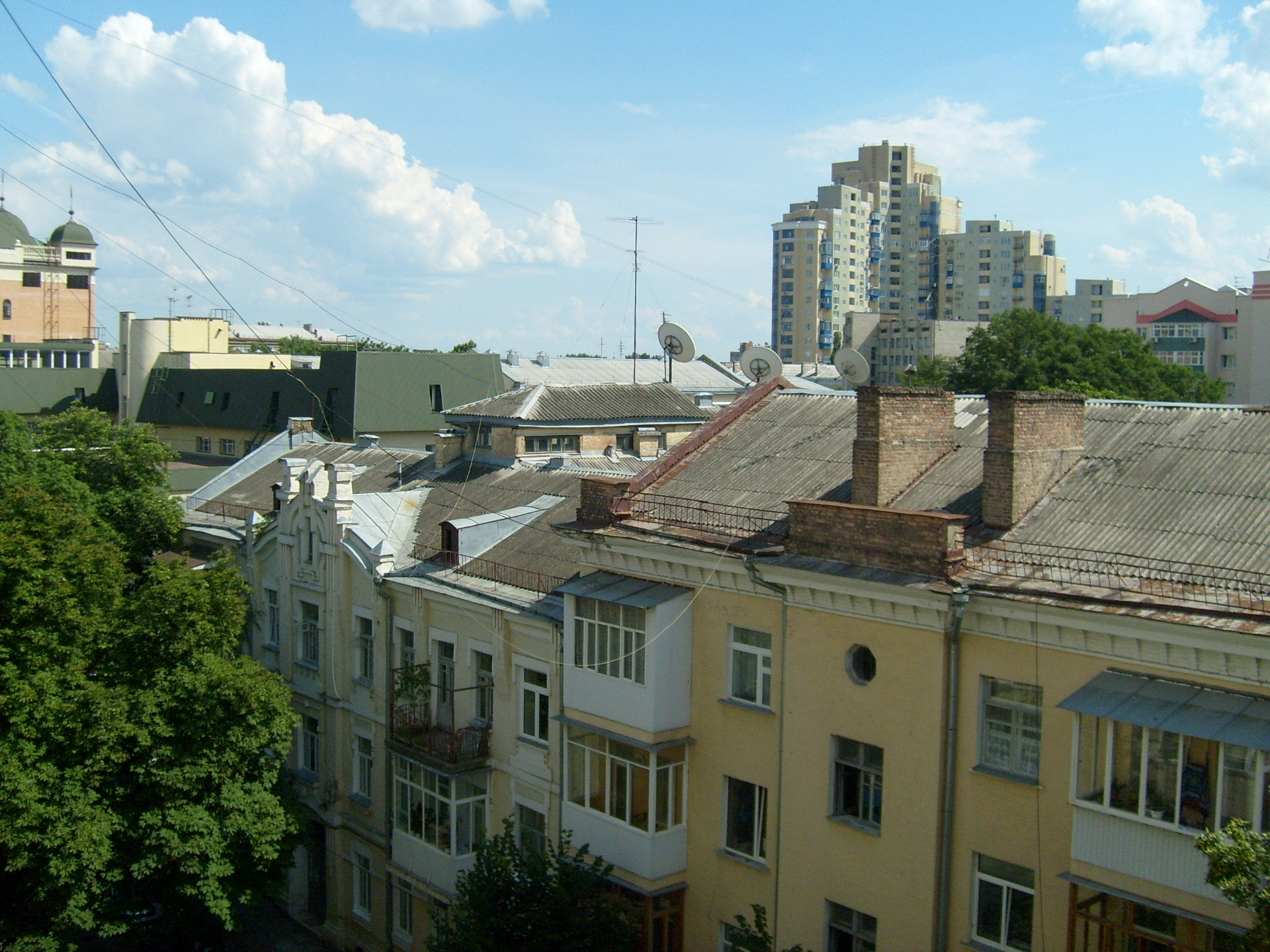
Будинки №№ 9 та 11 по Різницькій вулиці

## Установи та заклади
- Генеральна прокуратура України (буд. № 13/15)

## Цікаві факти
Через розташування на Різницькій вулиці Генеральної прокуратури України в засобах масової інформації часто використовується словосполучення «на Різницькій», коли маються на увазі речі, люди або події, пов'язані з ГПУ.